# Oxalis tuberosa
La oca (del quechua: uqa), papa oca o ibia (Oxalis tuberosa) es una planta que se cultiva principalmente en la puna de los Andes centrales y meridionales y entre los 3000 y los 3900 m s. n. m. en los Andes septentrionales, por su tubérculo comestible rico en almidón.

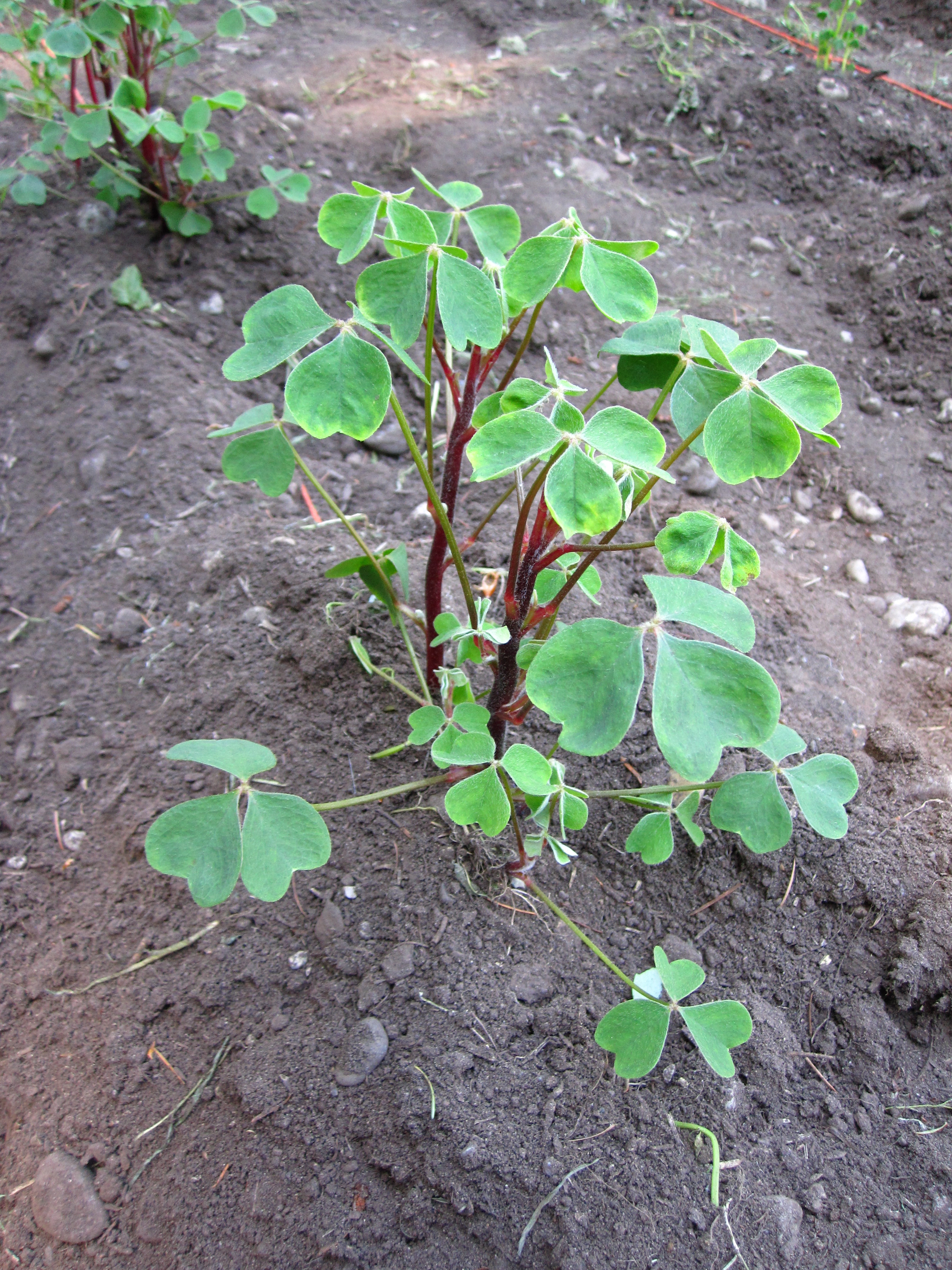
Vista de la planta

También es conocida como apiha, apiña, apilla, arrachaca (en Perú, Bolivia), cavi (en Chile), kawi (en aymara), lamaki (en kallawaya), timbo, quiba, papa roja, papa extranjera o huisisai.
La oca es un cultivo tradicional de la región andina como sustituto y complemento de la patata. Aunque tarda más en alcanzar la madurez, y tiene en consecuencia un rendimiento menor, la oca es más resistente que la papa a las plagas, y garantiza por lo tanto una producción estable. Es el tubérculo más cultivado después de la patata en la región andina central, con más de 50 000 ha plantadas en el Perú, Argentina y Bolivia en donde se cultivan unas 32 000 hectáreas.

## Descripción
O. tuberosa es una hierba de tallos suculentos y porte bajo, de 20 a 30 cm de altura. Las hojas son trifoliadas, acorazonadas y alternas, de color verde azulado, con peciolos de dos a nueve cm de altura.
La planta florece en verano; las inflorescencias se separan en dos cimas con cuatro o cinco flores. Estas son pequeñas, con un cáliz formado por cinco sépalos, y una corola de cinco pétalos de color amarillo dorado. La flor cae normalmente poco después de abrirse, por lo que rara vez produce fruto; cuando lo hay es una cápsula que contiene dos o tres semillas. La polinización es cruzada.
En el otoño, respondiendo a la disminución de las horas de luz, la planta comienza a producir los tubérculos, que crecerán lentamente hasta la primavera, que es la época ideal para la cosecha; éstos tienen el tamaño de un huevo de paloma, y son el resultado del engrosamiento de los estolones producidos en las yemas axilares de los nudos del tallo. Las variedades andinas originales varían en color desde el negro azulado al blanco; la variedad introducida en Nueva Zelanda en 1860, popular allí desde entonces, es de un color rosa carne uniforme. Todas ellas muestran yemas claramente marcadas.
En las zonas tropicales, donde el acortamiento de los días no es lo suficientemente apreciable, se intensifica el crecimiento del follaje de la planta y los tubérculos producidos son menores. Inversamente, si bien, en climas templados 
y propensos a las heladas tempranas, la planta puede morir antes de haber desarrollado una raíz lo suficientemente vigorosa; sin embargo, esta especie resiste bien los inviernos crudos una vez se desarrollan los tubérculos.

## Cultivo
Su centro de origen se encuentra en la región andina. Se planta entre los 2,800 y los 4,000 m s. n. m. En Nueva Zelanda y el sur de Chile, sin embargo, se ha plantado con éxito a nivel del mar. La oca crece en un amplio abanico de pluviosidades: entre 550 y 2100 mm anuales.
También se cultiva en la región de los bosques de niebla de Zongolica, en el estado mexicano de Veracruz.

## Taxonomía
Oxalis tuberosa fue descrita por el sacerdote, naturalista, geógrafo y cronista hispano-chileno Juan Ignacio Molina y publicada en Saggio sulla Storia Naturale del Chili . . . 132, 352 en 1782.
Etimología

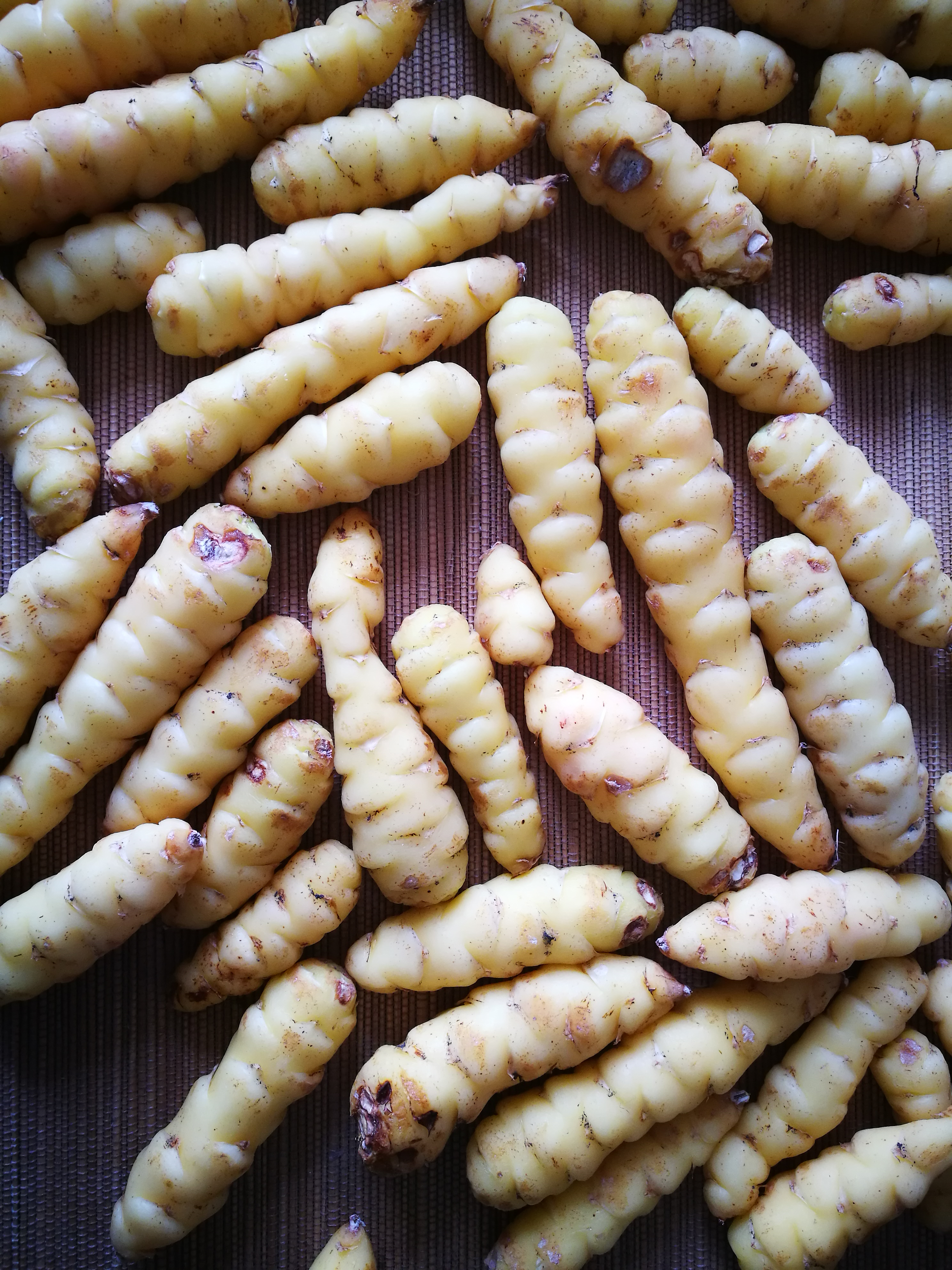
Ocas secándose para consumo posterior

Oxalis: nombre genérico que deriva de la palabra griega: oxys para "agudo, amargo", refiriéndose al sabor agradablemente amargo de las hojas y el tallo.
tuberosa: epíteto latíno que significa "tuberosa. con tubérculo".
Sinonimia
- Acetosella crenata (Jacq.) Kuntze
- Acetosella tuberosa (Molina) Kuntze
- Oxalis aracatcha hort. ex Zucc.
- Oxalis arracacha G. Don
- Oxalis chicligastensis R. Knuth
- Oxalis crassicaulis Zucc.
- Oxalis crenata Jacq.
- Oxalis melilotoides var. argentina Griseb.
- Xanthoxalis crassicaulis (Zucc.) Small
- Xanthoxalis tuberosa (Molina) Holub[8]

## Importancia económica y cultural

### Uso en gastronomía

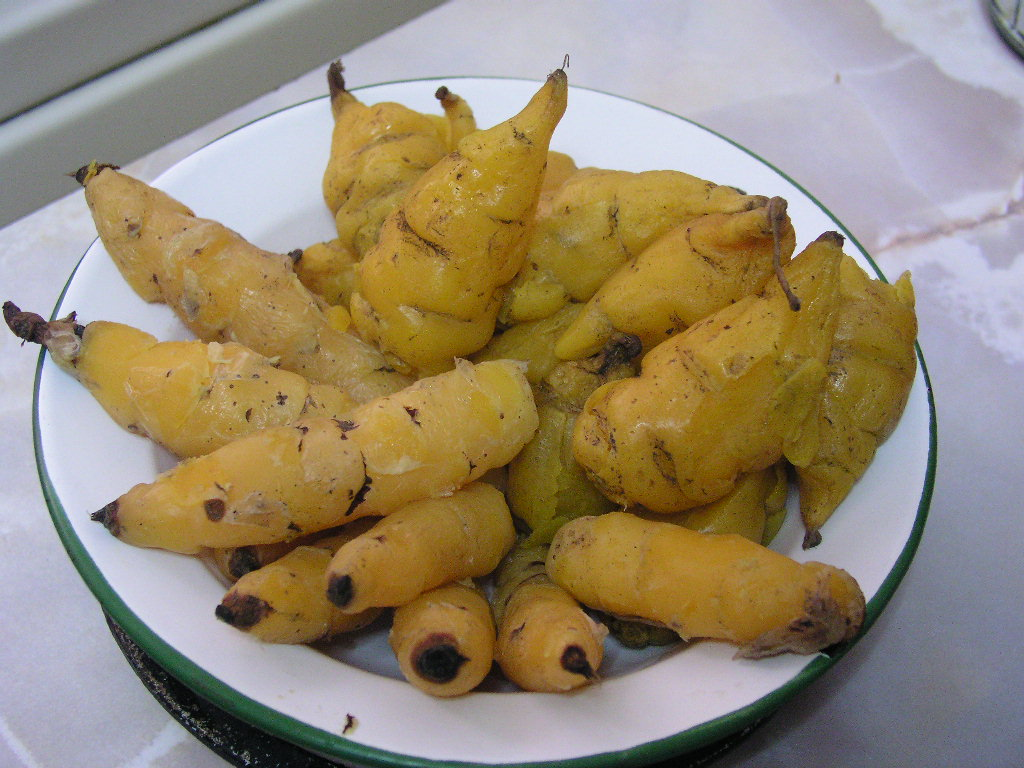
Oca y mashua cocidas y peladas (Perú)

El sabor del tubérculo es intenso y ligeramente ácido; según el tiempo de cocción, la textura puede ser crujiente, como la de la zanahoria, o harinosa, como la papa cuando está completamente cocida. Las hojas tiernas también pueden consumirse. 
El sabor es a menudo ligeramente ácido, pero hay un grado considerable de diferencia en los sabores entre las diferentes variedades, y algunas variedades no son ácidas en absoluto. La acidez de la oca se debe a la presencia de ácido oxálico, sobre todo en la piel del tubérculo. Los métodos tradicionales de preparación de los pueblos andinos tienen como objetivo reducir su cantidad en las variedades más ácidas, pues el ácido oxálico es tóxico en cantidades elevadas. Para ello debe cocerse en varias aguas para eliminar progresivamente el ácido. La exposición del tubérculo al sol durante un período de hasta una semana es útil también para eliminarlo, ayudando además a la producción de azúcares. Las variedades modernas, sin embargo, contienen una menor concentración. 
Las variedades más ácidas igualmente deben ser soleadas previamente para que puedan adquirir un dulzor característico
Existen 3 tipos característicos: las amarillas, que se cultivan principalmente en los valles, las rojas y las moradas que se cultivan en condiciones más adversas. Las dos primeras tienen un sabor más ácido, aún tras ser expuestas al sol; las moradas son de sabor dulce, pero el tamaño es menor.
Las preparaciones culinarias típicas son similares a las de la patata y otros tubérculos. También se deshidrata y muele para obtener una fécula similar al chuño, llamada khaya.
En Nueva Zelanda, donde se introdujo y empezó a cultivar a finales del siglo XX, ha tenido muy buena aceptación y es consumida hervida, asada o frita. También se cultiva en México y Australia.

## Anexos
- Agronomía de los tubérculos andinos (por Mario E. Tapia), en "Cultivos andinos subexplotados y su aporte a la alimentación", publicado por la Organización de las Naciones Unidas para la Agricultura y la Alimentación FAO

- Datos: Q1355893
- Multimedia: Oxalis tuberosa / Q1355893
- Especies: Oxalis tuberosa